# Kakavaberd
Kakavaberd o  Kaqvaberd (en armenio: Կաքավաբերդ) conocido también como  Geghi Berd, Keghi Berd o Kegh (en armenio: Գեղի բերդ ), es una fortaleza situada en una colina con vistas a la garganta del río Azat en la Reserva del Estado Khosrov en la provincia de Ararat de Armenia. Se encuentra a 1516 metros sobre el nivel del mar.

## Historia
La fortaleza fue mencionada por primera vez por Hovhannes Draskhanakerttsi entre los siglos IX al X en su Historia de Armenia como controlada por la noble familia armenia Bagratuni. Escribió que en el año 924, después de perder una batalla en el lago Sevan, el comandante y jefe de Bashir pasó a atacar la fortaleza de Kakavaberd., pero fue derrotado por Gevorg Marzpetuni. El mismo evento se registra en el llibro Armenia and the Armenians (1874) de James Issaverdens, donde dejó dicho:

Bashir enfureció por este fracaso de su expedición, y marchó contra la fortaleza de Kegh, en la que se decidió su venganza. Pero George el Marzbedunian estaba allí con sus pocos seguidores, por lo tanto, hizo una carga contra las tropas de Bashir, marcando su progreso por montones de muertos.El caballo de Bashir tenía las piernas rotas, sin embargo, trató con dificultades efectuar su escape, seguido por sus tropas. Pero los seguidores de George también se redujeron bastante y se vieron obligados a suspender sus esfuerzos. A partir de esto, los habitantes de Kegh y otras fortalezas, tuvieron miedo de las operaciones futuras de Bashir y se refugiaron en otros lugares. Bashir, al oír esto, tomó posesión de ellas.

En el siglo XI perteneció a la familia Pahlavuni y en el los siglos XII y XIII a la familia Proshyan –de donde proviene el nombre de una cercana ciudad–. La última vez que se menciona Kakavaberd, es cuando en el año 1224 después de perder una batalla que tuvo lugar cerca de Garni, Ivane Zakarian encontró refugio allí. El historiador armenio Muratsan (1854-1908), mencionó la fortaleza en Gevorg Marzpetuni (1896), una novela histórica ambientada en la Armenia del siglo X.

## Descripción
Las paredes fortificadas de Kakavaberd están bien conservadas y corona una cresta dentro de la Reserva del Estado Khosrov. Es inaccesible desde tres de sus lados por su terreno escarpado. Las torres en el lado noreste miden entre 8 y 10 metros de altura y su muros son de un espesor de entre 2 y 2,5 metros. Dentro de la fortaleza se encuentran las ruinas de una iglesia y otras estructuras.

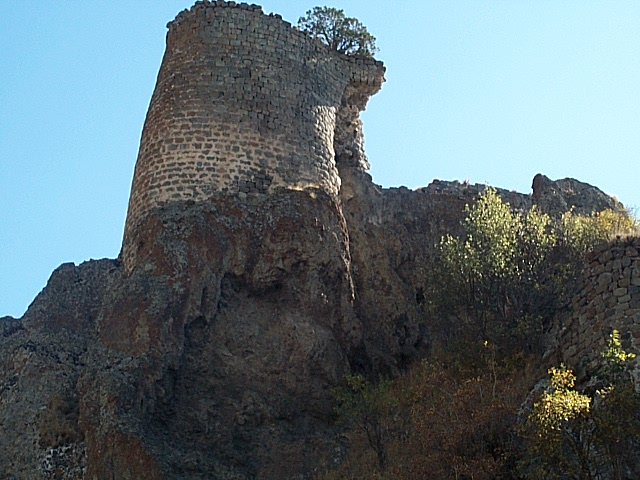
Torre de la fortaleza.
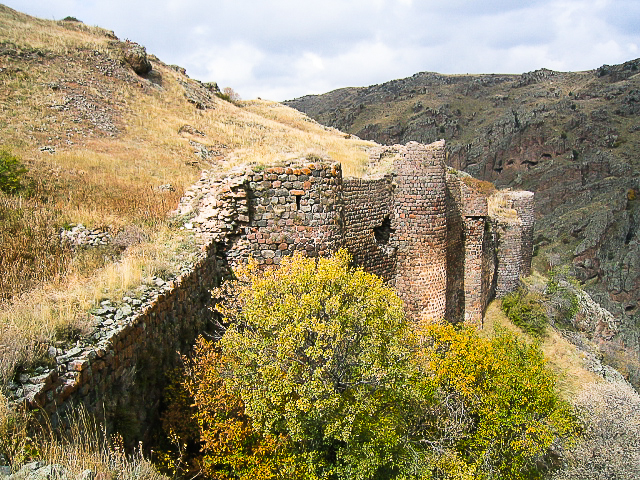
Vista del amurallamiento.
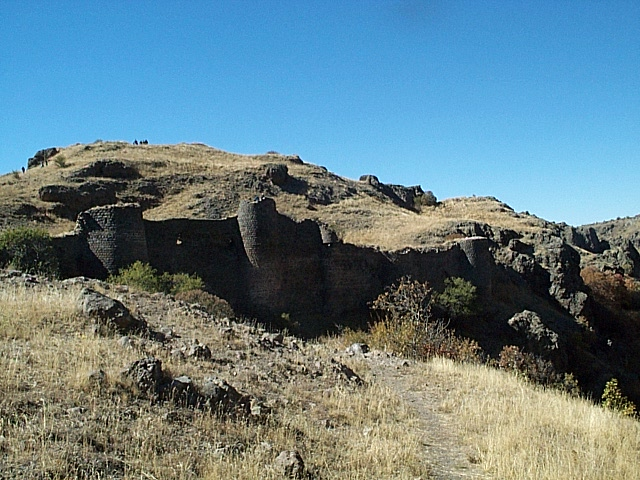
Vista general.
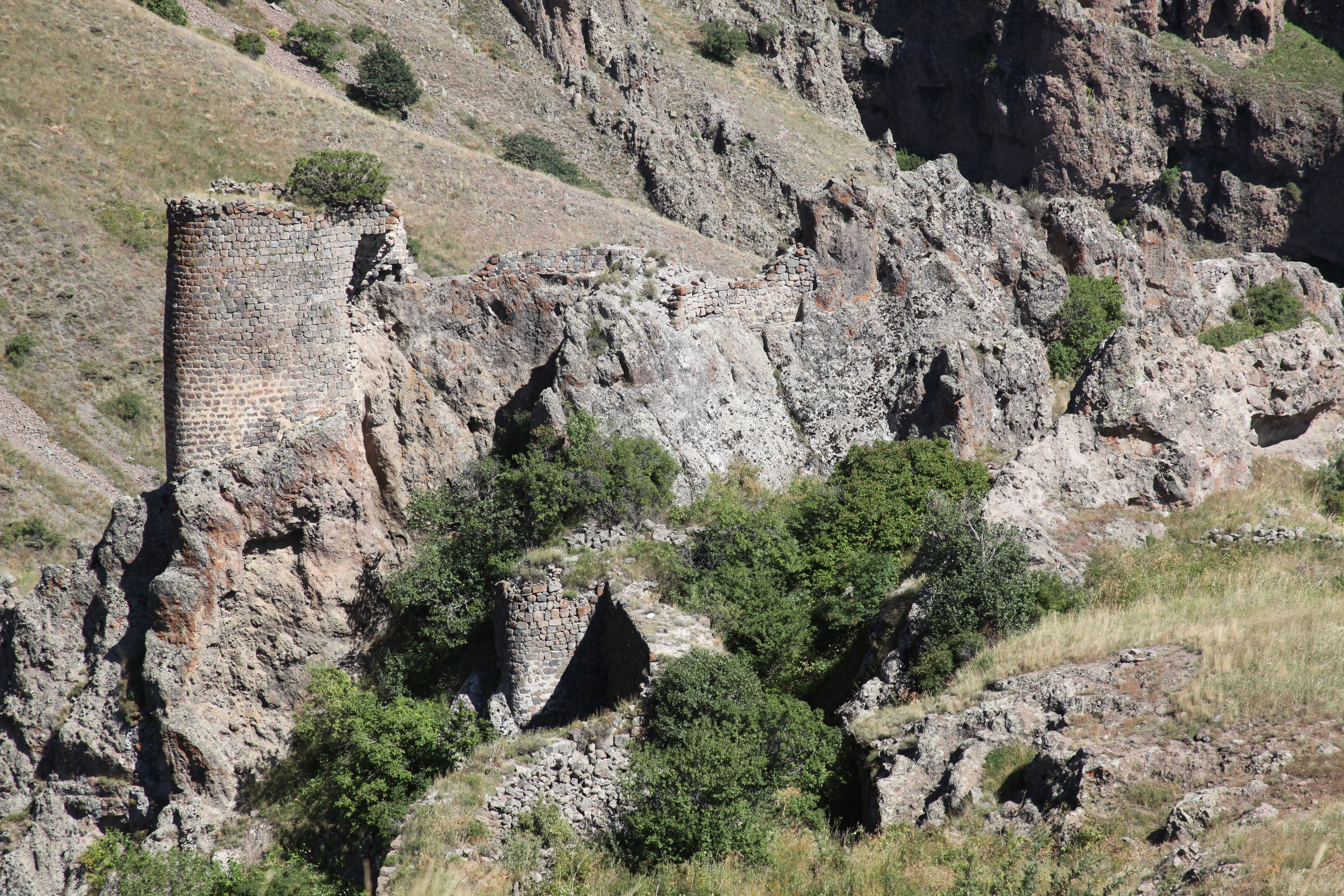
Restos sobre paredes escarpadas.
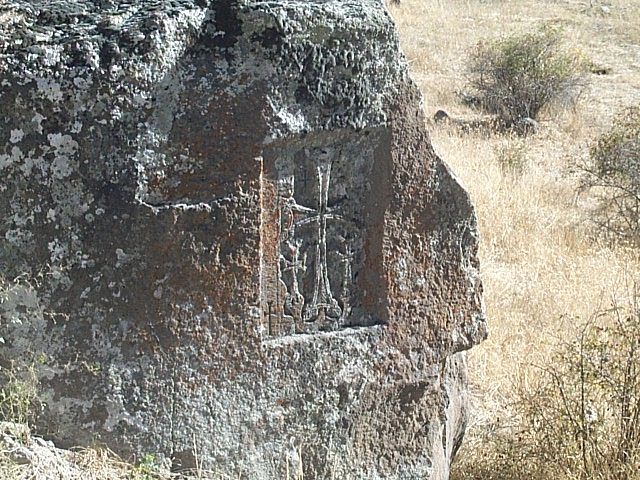
Inscripciones en las rocas de Kakavaberd.